# Das Joshua-Profil (Film)
Das Joshua-Profil ist ein deutscher Fernsehfilm von Regisseur Jochen Alexander Freydank aus dem Jahr 2018 und basiert auf Sebastian Fitzeks gleichnamigem Bestseller aus dem Jahr 2015. Nach Das Kind ist es die zweite Verfilmung eines Sebastian-Fitzek-Romans. Produziert wurde der Film von RTL und am 30. März 2018 erstmals ausgestrahlt, wobei einige Szenen des Romans aus Jugendschutzgründen entfernt werden mussten.

## Handlung
Der Schriftsteller Max Rhode erhält einen Anruf von einem Unbekannten, der ihm sagt, seine Pflegetochter Jola sei in Gefahr und er solle sich mit ihm treffen. Max geht dem nach, doch als er am vereinbarten Treffpunkt eintrifft, explodiert der Wagen des Unbekannten und dieser mit ihm. Währenddessen werden seiner Tochter Jola, die er allein zu Hause gelassen hat, von einem Einbrecher K.-o.-Tropfen verabreicht und die Polizei beschuldigt ihn nach dem Fund von Jolas Unterwäsche und Bildern in seinem Schreibtisch der Vergewaltigung, doch sein Anwalt Toffi kann ihn wieder aus dem Gewahrsam holen. Als am nächsten Tag das Jugendamt mit der Polizei vor der Tür steht, flieht Max mit seiner Tochter, während seine Ehefrau Kim die Polizei aufhält. Auf der Flucht haben Max und Jola einen Unfall und Jola wird entführt. Max landet im Krankenhaus und wird von der Polizei bewacht. Er kann jedoch fliehen und nimmt Frida Blum, eine Paketlieferantin, als Geisel, die ihn zu seinem Bruder Cosmo fährt, der ihm eine Waffe gibt. Als Max mit Frida weiter fährt und er einschläft, nimmt sich Frida die Waffe und zielt auf ihn, doch Max macht ihr klar, dass seine Tochter in Gefahr ist und sie hilft ihm.
Sie erfahren von einem Mann, dass es sich bei Joshua um ein Programm handelt, das Straftaten noch vor der Ausführung vorhersagen kann. Max, Cosmo und Frida entführen daraufhin eine Mitarbeiterin der Organisation, damit sich Frida mit ihrem Ausweis in das Gebäude schleichen und ein Babyfon deponieren kann. Sie erfahren, dass Joshua für viel Geld verkauft werden soll und Max als Testperson überwacht wird, da er seine Tochter ermorden soll. Um das sicherzustellen, wird alles so angepasst, dass Max seine Tochter wirklich ermorden soll. Um Druck aufzubauen, entführt Max die Tochter des Chefs und verlangt im Gegenzug seine Tochter. Er übergibt die Tochter des Chefs vorerst Frida, die sie aber bei der Polizei abgibt. Als Max planlos wieder zu seinem Bruder fährt, findet er seinen Roman Die Blutschule, in dem er de facto von seiner schlimmen Kindheit schreibt, mit Anmerkungen von Cosmo, die Max’ Erinnerungen ergänzen. Er sucht daraufhin den Ort auf, an dem sein Vater ihm und seinem Bruder das Töten beibringen wollte, da er Jola dort vermutet. Das stellt sich als wahr heraus und er findet sie. Sein plötzlich aufgetauchter Bruder überwältigt den Bewacher, der ebenfalls plötzlich aufgetaucht ist. Schließlich treffen Polizei und Rettungsdienst ein.

## Kritiken
„Jochen Alexander Freydanks Film erzählt mit großen Bildern, wie ein unbescholtener Familienvater den Kampf mit einem übermächtigen Überwachungs-Konzern aufnimmt. Gegen Ende, wenn die Geschichte im Grunde nur noch aus Flucht besteht, kommt dem Thriller zwar etwas die Spannung abhanden, aber die ausnahmslos guten Darsteller und die sorgfältige Bildgestaltung machen den Film durchweg sehenswert.“

„Oscarpreisträger Jochen Alexander Freydank hat Fitzeks Buch zu einem spannenden, mitunter klaustrophobischen Film gegossen.“

„Der Roman "Das Joshua-Profil" ist Thriller-Kost vom Feinsten - am Karfreitag wird die TV-Version von Sebastian Fitzeks Buch ausgestrahlt.“

„"Das Joshua-Profil" ist ein Reißer, wie er im Genre-Bilderbuch steht: Teils grobschlächtig, aber durchwegunterhaltsam inszeniert. Großartig und witzig spielt Armin Rohde Max’ großmäuligen Anwalt.“

„"Sebastian Fitzek hat einen Cameoauftritt als Buchhändler. Großartig spielt Armin Rohde den Anwalt Toffi, der Max zwar hilft, aber als Charakter undurchsichtig bleibt. Übrigens gibt es den Roman „Die Blutschuld“ von Max Rohde tatsächlich – natürlich unter Pseudonym von Sebastian Fitzek geschrieben, der daraus die Geschichte zu „Das Joshua-Profil“ entwickelte. Jochen Alexander Freydank gelingt mit der Verfilmung dieses komplexen und vielschichtigen Stoffes ein kleines Kunststück. Gekonnt hält er die Waage zwischen der sehr mächtigen geheimen Überwachungsfirma und dem Mikrokosmos des Max Rohde.“

Rundum ablehnend äußerte sich das Lexikon des Internationalen Films: Der Film sei eine „Hanebüchene“ Bestseller-Verfilmung, „die sich in der lächerlichen Überzeichnung sämtlicher Figuren selbst sabotiert. Nur auf veräußerlichte Spannung aus, scheitert der Verschwörungsthriller auf ganzer Linie.“